# Aeroportul Wilson
Aeroportul Wilson (IATA: WIL, ICAO: HKNW) este un aeroport din Nairobi, Nairobi County⁠(d), Kenya ce deservește zona Nairobi. Aeroportul a fost tranzitat în 2019 de 854.000 de pasageri. A fost deschis în 1933.
Situat la o altitudine de 1.690 m, aeroportul dispune de o singură pistă. Este operat de Kenya Airports Authority⁠(d).